# Myospila prosternalis
Myospila prosternalis este o specie de muște din genul Myospila, familia Muscidae. A fost descrisă pentru prima dată de Fritz Isidore van Emden în anul 1951. Conform Catalogue of Life specia Myospila prosternalis nu are subspecii cunoscute.